# 埃塞爾巴德海崖
埃塞爾巴德海崖（英語：Ethelbald Bluff），是南極洲的海崖，位於帕爾默地，處於貝勒姆奈特角以西，以威塞克斯王國的國王埃塞爾巴德命名，現時由南極條約體系管理。